# 兼重貞宣
兼重 貞宣（かねしげ さだのぶ）は、江戸時代前期の長州藩士。家格は物頭組、590石。父は兼重就宣。

## 生涯
寛文5年（1665年）に長州藩士の兼重就宣の子として生まれる。
毛利綱広、吉就、吉広の3代に仕え、元禄13年（1700年）4月20日に死去した。享年36。子の貞連（源八、五郎兵衛）が跡を継いだ。